# Dalaa al Moufti
 (mai 2017).
Dalaa al Moufti (en arabe : دلع المفتي, née en 1961 à Damas en Syrie) est une écrivaine koweïtienne d’origine syrienne, diplômée de l'Université d'État de Floride en 1982 en Architecture d'intérieur. Elle est pigiste pour le quotidien koweïtien Al-Qabas (en).

## Biographie

### Parcours médiatique
Dalaa al Moufti est connue pour ses tendances libérales et laïques par sa défense des droits de la femme et des laissés-pour-compte[réf. souhaitée]. Ses articles dénoncent les conflits sectaires, le fanatisme, l'intolérance et l'injustice sociale, sans oublier d’évoquer les préoccupations quotidiennes du citoyen arabe.
Les lecteurs de Dalaa al Moufti ont droit chaque semaine à un billet dans les colonnes du journal Al-Qabas, où elle traite ce qui touche d’une certaine façon à la vie  quotidienne de ses lecteurs, c’est-à-dire des simples citoyens des pays arabes, de leurs préoccupations, de leur douleur et de leurs rêves de tous les jours. Ainsi presque chacun de ses articles comporte au moins une critique, un reproche et un appel au changement. D’où la popularité de ses articles qui incite de nombreux sites web à les reproduire.
Certains de ces articles ont une bonne cote plus que d'autres, dont notamment l’article intitulé: «Vous me permettez», reproduit par un site web mais en l’attribuant au très célèbre poète syrien Nizar Qabbani ! le site en question devait, après coup, s’excuser pour l’erreur. Cependant, ledit article est encore reproduit par un grand nombre de sites web et de réseaux sociaux comme étant un poème en prose de Nizar Qabbani.
Un autre article de Dalaa al Moufti, qui, également, continue à soulever un tollé, est intitulé «Avez-vous oublié les cloches de l'église?». Elle y évoque la duplicité qui caractérise les sociétés arabes où on s’indigne par exemple contre l’interdiction par la Suisse d’y ériger des minarets, alors que la construction d'églises est interdite ou codifiée dans la plupart des pays arabes et islamiques.

## Publications
- Hounna lasna anta (Elles ne sont pas toi), son premier roman, publié en 2003
- ‘Awra (Rugosité), recueil de nouvelles, publié en arabe et en anglais par l’éditeur Dar al joussour (Maison des passerelles) , septembre 2006
- Raiihatou ettangou (Odeur du tango)[1], roman publié chez Madarik linnashr, 2014